# Galerie de l'Ourcq
La Galerie de l'Ourcq est une voie située dans le 19e arrondissement de Paris, en France.

## Origine du nom

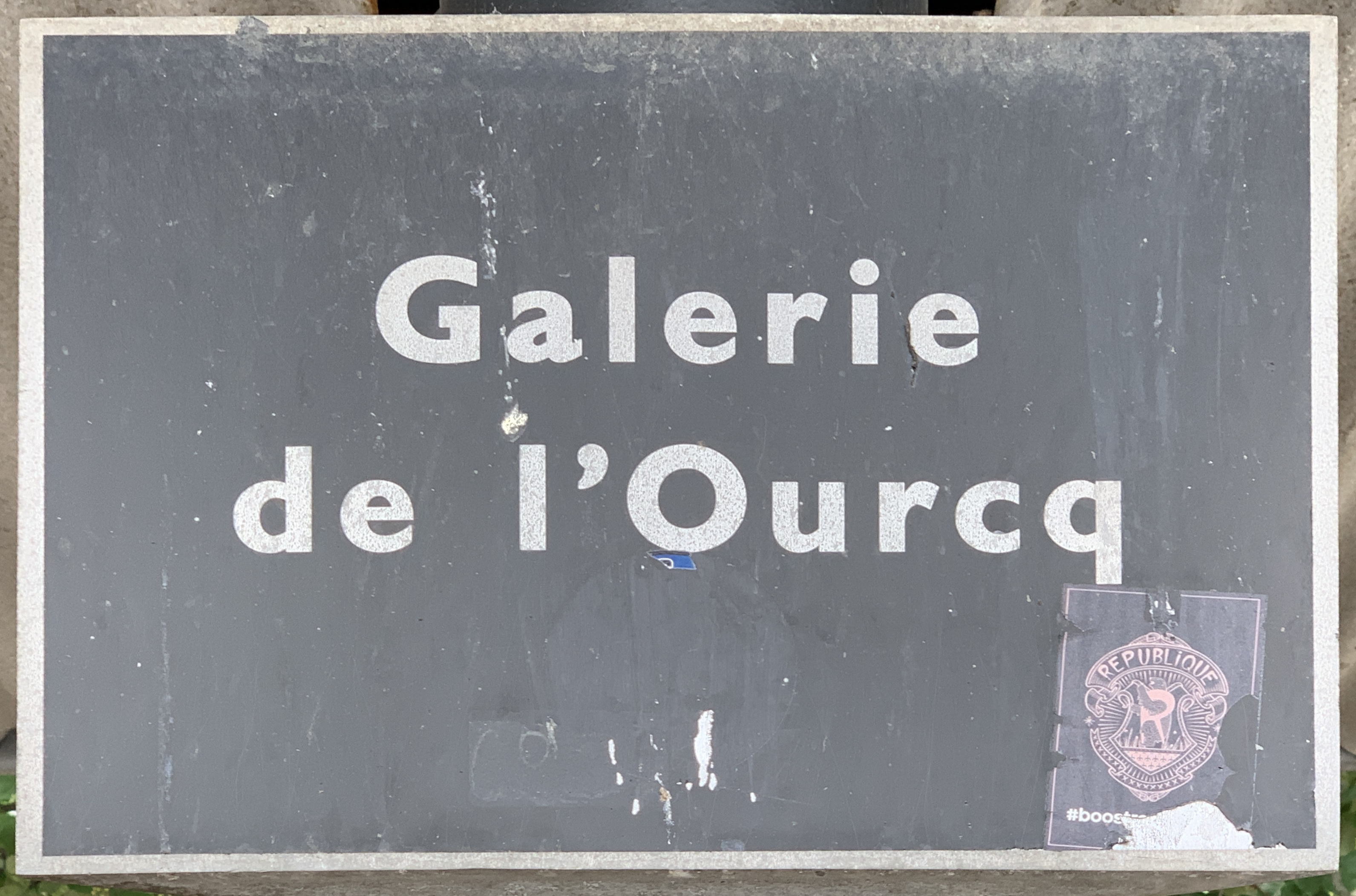
Plaque de la galerie.